# Enfance (Gorki)
Enfance (russe : Детство) est le premier récit de la trilogie autobiographique  de Maxime Gorki, édité pour la première fois en 1913. Né en 1868 et vivant, à l'époque de l'écriture de ce récit, à Capri, en Italie (de 1906 à 1913), l'écrivain raconte son enfance comme orphelin de père dans la famille aisée de son grand-père, Vassili Kachirine, à Nijni Novgorod, en Russie.

## Sujet
Gorki se souvient d'évènements datant de 40 années plus tôt, comme de l'épidémie de choléra à Astrakhan, qui a emporté son père, Maxime Savattevitch Pechkov. Son frère, nouveau-né, également dénommé Maxime, meurt peu après sa naissance. Alexeï, avec sa mère Varvara et sa grand-mère Akoulina, remonte la Volga en bateau jusque Nijni Novgorod, où vit son grand-père Vassili, maître dans un atelier de teinture de tissus au santal et au sulfate de fer. En plus de son grand-père, vivent dans la maison familiale ses oncles Iakov et Mikhaïl et leurs proches (deux cousins et la tante Natalia). Vit aussi avec la famille un garçon de 19 ans qui a été adopté, Ivan Tsyganok. « La haine que chacun portait aux autres emplissait comme un brouillard épais la maison de mon grand-père ; elle empoisonnait les adultes et même les enfants la partageaient ». Alexeï observe les querelles de ses oncles Iakov et Mikhaïl. Ceux-ci voudraient voir partager la propriété du grand-père, mais ce dernier les considère comme des inutiles et ne se précipite pas pour procéder au partage. La tante d'Alexeï, Natalia, lui apprend la prière du Notre Père.
Le grand-père Vassili dirige sa famille avec grande rigueur. Alexeï découvre avec lui l'habitude d'infliger aux petits-enfants des châtiments corporels qu'il n'avait jamais connu du vivant de son père. Le premier à faire les frais de ces punitions est son cousin Sacha, le fils de Iakov. Il est fouetté par le grand-père pour avoir glissé un dé à coudre chauffé à la flamme au doigt de maître Grigori, qui est aveugle, puis d'avoir dénoncé Alexeï qui voulait imiter les ouvriers de l'atelier en teignant une nappe de table en bleu. Le grand-père fouette Sacha puis c'est au tour d'Alexeï de subir le même sort, jusqu'à en perdre connaissance. Alexeï est déçu par sa mère lors de cette punition. Elle craint avant tout le grand-père et tient rancune à son fils. Après ces scènes de punitions, le grand-père veut réconcilier tout le monde. Il offre à Alexeï une pomme, du pain d'épice et une grappe de raisins secs. Plus tard, Alexeï apprend que Tsyganok a essayé de calmer le grand-père et de placer son bras de manière à ralentir son fouet, quand il frappait Alexeï. Il s'attache alors à Tsyganok. Mais bientôt, ce dernier meurt dans un accident. Un autre ami d'Alexeï lui apprend comment vaincre un garçon voisin à la boxe (« La véritable force est dans la vitesse du mouvement »).

Contrairement à la mère, la grand-mère protège toujours le petit-fils, le choie et lui raconte des histoires. D'autres évènements surviennent chez les Kachirine : un incendie d'une partie de la maison, puis la mort de la tante Natalia lors d'un accouchement. Le grand-père commence à apprendre à lire à Alexeï en parcourant le livre des psaumes. Il lui raconte aussi les évènements vécus lors de l'arrivée de Bonaparte en Russie et les contacts avec des prisonniers français. Alexeï tombe malade de la variole, et on le place dans un grenier pour l'isoler. Il y souffre de cauchemars. Sa mère se remarie avec Evgueni Maximov et Alexeï a ainsi un beau-père. Toute la famille déménage et va s'installer dans une autre quartier de Nijni Novgorod à Sormovo. Alexeï va à l'école où il reçoit le surnom d'As de Carreau. Il joue quelques vilains tours au pope professeur d'instruction religieuse. Heureusement sa réputation est sauvée quand l'évêque Chrysante remarque qu'Alexeï a une excellente connaissance du livre des psaumes А Sa mère donne naissance à deux enfants après son remariage : Sacha et Nikolaï. Le premier enfant meurt peu après. Son beau-père commence à tromper sa mère Varvara et une querelle éclate entre eux. Le beau-père bat sa femme et Alexeï pour protéger sa mère blesse l'agresseur avec un couteau à manche d'ivoire, le seul souvenir de son père. Alexeï déménage chez son grand-père qui a pris une maison séparée pour lui. Il retourne à l'école jusqu'à la troisième année. Mais à l'école il a de nouveaux ennuis et se fait traiter de chiffonnier. Puis sa mère meurt. Après l'enterrement, son grand-père lui dit : 

« Eh bien Alexeï, tu n'es pas une médaille, tu ne peux pas rester toujours pendu à mon cou, va donc gagner ton pain … Et je partis gagner mon pain. »

## Personnages du roman
- Grand-père Vassili Vassilievitch Kachirine est un vieil homme petit et sec à la barbe rousse et aux yeux verts. Il est maître artisan. Il s'habille d'un pantalon, d'un gilet de satin et d'une chemise en coton. Dans sa jeunesse, il a été haleur et tirait des barges de Rybinsk à Simbirsk, de Saratov, de Makariev à Astrakhan. En 1812, il avait 12 ans et se souvient des prisonniers français se trouvant en Russie lors de la guerre contre Bonaparte.
- Grand-mère Akoulina Ivanovna, toute voûtée mais forte, aime prendre un petit verre de vodka et priser du tabac. Elle raconte des histoires de bandits au grand cœur, d'animaux sauvages et de forces impures. Elle se déplace légèrement avec souplesse, tout comme un gros chat. Elle s'est mariée dès ses 14 ans et été enceinte 18 fois. Gorki se souvient que son amour désintéressé pour tout le monde l'a enrichi et l'a rassasié de forces pour une vie difficile.
- Oncle Mikhaïl aux cheveux lisses et noirs et Oncle Iakov blond et bouclé. Ils portaient des vestes et des foulards de soie au cou. Tous deux avaient un fils nommé Sacha, les cousins d'Alexeï. Iakov aime jouer à la guitare en prenant le thé au samovar. Iakov a battu un jour sa femme à mort et depuis lors se sent toujours coupable quand il a bu.
- Maman Varvara est la fille de Vassili Kachirine, née en 1848. « Propre, plate et grande comme un cheval » ; « puissante et solide ». Elle s'est mariée sans la bénédiction paternelle.
- Maxime Pechkov est le père d'Alexeï. Il meurt dès les débuts du récit du choléra à Astrakhan. Selon ce que raconte la grand-mère, son père est le fils d'un officier qui a été exilé en Sibérie. À 16 ans, ce père dénommé Maxime est parti pour Nijni Novgorod, où il a travaillé comme menuisier sur des bateaux à vapeur. Il allait à la chasse aux loups. Les frères de sa femme l'ont presque noyé dans un étang en plein hiver[8]. Après cela, Maxime, sa femme et son fils ont été s'installer à Astrakhan.
- Evgueni Maximov est le beau-père d'Alexeï après le remariage de sa mère. Il est caissier au guichet de la gare. Il porte une veste en toile et une casquette blanche.
- Tante Natalia est calme et timide. C'est la femme de l'oncle Mikhaïl Kachirine.
- Nadejda est la grosse tante, fille d'aubergiste, seconde épouse de Iakov Kachirine et belle-mère du cousin Sacha.
- Ivan Tsyganok est un jeune apprenti à la large carrure. Il a 19 ans et une grosse tête bouclée, une fine moustache noire et des yeux qui louchent. C'est un enfant trouvé adopté par le grand-père. Il porte un pantalon en molleton, des bottes et une chemise jaune. Il cachait des souris sous l'aisselle et les nourrissait de sucre. Il aimait attraper des cafards près du four, il leur fabriquait une harnais avec du fil, puis les traînait dans un traineau de papier sur la table.
- Grigori Ivanovitch est un maître artisan, chauve, barbu et portant des lunettes d'aveugle.
- Bonne-Affaire est un homme maigre et voûté, il est locataire pensionnaire de la famille Kachirine. Il porte des lunettes et une barbe noire. Il est vêtu d'une veste en cuir rouge et d'un pantalon à carreaux gris. Il aime faire fondre du plomb et souder du cuivre. Il est considéré comme un sorcier, démoniste et guérisseur (Chapitre 8).

## Conceptions
L'écrivain reconnaît la brutalité et la laideur de la vie sauvage à la russe dans son récit. Mais il souligne pourtant que la vérité est plus importante que l'apitoiement. Il dénonce la violence conjugale, les blagues cruelles des enfants qui persécutent des chats, la pauvreté, le vol, l'ivrognerie, les détestables et ignobles jurons russes. Toute cette réalité russe doit être connue pour pouvoir être arrachée à la racine de l'âme, de la mémoire, de la vie. L'écrivain espère que l'homme russe est suffisamment sain et jeune d'esprit pour supporter tout cela, le surmonter et renaître à une vie brillante et vraiment humaine.

## Critiques
Le critique littéraire Ettore Lo Gatto remarque que dans les trois volumes de l'autobiographie de Gorki (Enfance (1913-1914), En gagnant mon pain (1916) et Mes universités (1923)) ne se trouvent pas de traces d'idéalisme et d'abandon romantique, mais seulement du réalisme. Gorki est parvenu dans son autobiographie à une parfaite objectivation dans la peinture des caractères et dans l'équilibre des analyses psychologiques. Cela lui valut un succès indiscutable. Gorki avait entre quarante-cinq et cinquante-cinq ans lorsque nostalgiquement il se livra à ce rappel de souvenirs, mais la richesse des impressions évoquées, leur précision, donne à cette trilogie une haute valeur documentaire psychologique.

## Cinéma
- L'Enfance de Gorki
- En gagnant mon pain
- Mes universités

## Éditions
- Maxime Gorki, Enfance, Paris, Editeurs français réunis, 1959, 272 p.
- M. Gorki, Œuvre complète, М. Горький, Полное собрание сочинений. Художественные произведения. Т. 15. — Moscou : Наука, 1972.